# Ailly-le-Haut-Clocher
Ailly-le-Haut-Clocher is een gemeente in het Franse departement Somme in de regio Hauts-de-France en maakt deel uit van het arrondissement Abbeville. De gemeente telde 1.021 inwoners op 1 januari 2022.

## Geografie
De oppervlakte van Ailly-le-Haut-Clocher bedraagt 10,81 vierkante kilometer; Op 1 januari 2022 was de bevolkingsdichtheid 94,4 inwoners per km².
De onderstaande kaart toont de ligging van Ailly-le-Haut-Clocher met de belangrijkste infrastructuur en aangrenzende gemeenten.

## Demografie
Onderstaande figuur toont het verloop van het inwonertal.
Ailly-le-Haut-Clocher · Argoules · Arry · Bernay-en-Ponthieu · Le Boisle · Boufflers · Brailly-Cornehotte · Brucamps · Buigny-l'Abbé · Bussus-Bussuel · Cocquerel · Coulonvillers · Cramont · Crécy-en-Ponthieu · Le Crotoy · Dominois · Dompierre-sur-Authie · Domqueur · Ergnies · Estrées-lès-Crécy · Favières · Fontaine-sur-Maye · Fort-Mahon-Plage · Francières · Froyelles · Gorenflos · Gueschart · Ligescourt · Long · Machiel · Machy · Maison-Ponthieu · Maison-Roland · Mesnil-Domqueur · Mouflers · Nampont · Neuilly-le-Dien · Noyelles-en-Chaussée · Oneux · Ponches-Estruval · Pont-Remy · Quend · Regnière-Écluse · Rue · Saint-Quentin-en-Tourmont · Saint-Riquier · Vercourt · Villers-sous-Ailly · Villers-sur-Authie · Vironchaux · Vitz-sur-Authie · Vron · Yaucourt-Bussus · Yvrench · Yvrencheux